# Peggy Olson
Margaret "Peggy" Olson es un personaje ficticio de la serie de televisión de AMC Mad Men. Fue interpretada por Elisabeth Moss y fue la protagonista femenina de la serie. Inicialmente, Peggy es secretaria de Don Draper (Jon Hamm), director creativo de la agencia de publicidad Sterling Cooper. Pronto descubre su pasión por la redacción y, debido a su talento, Draper la toma como su protegida. Su ascenso es una parte integral de la serie y juega un papel clave en cada temporada de Mad Men. Después de Don, tiene el mayor número de apariciones en episodios, apareciendo en 88 de los 92 episodios.
Moss recibió elogios de la crítica por su actuación y recibió seis nominaciones al premio Primetime Emmy, una nominación al Globo de Oro, tres nominaciones al premio de la Crítica Televisiva y ha sido nominada a dos nominaciones individuales a los premios del Sindicato de Actores por su actuación. También ganó dos premios del Sindicato de Actores por mejor interpretación de un reparto en una serie dramática junto con el elenco de Mad Men. La caracterización de Peggy Olson también obtuvo elogios universales, fue considerada por varios críticos y publicaciones como uno de los personajes más importantes de la historia de la televisión. 

## Biografía
Peggy Olson se presenta inicialmente como una joven inocente pero decidida, ansiosa por tener éxito en su trabajo en Sterling Cooper después de haberse graduado en la respetada escuela de secretariado de Miss Deaver. Nació el 25 de mayo de 1939 y se crio en Bay Ridge, Brooklyn, Nueva York en una familia católica romana noruega e irlandesa-estadounidense. Cuando tenía 12 años, su padre murió de un infarto delante de ella.
A Peggy le disgusta inmensamente la doble moral en el trato y las expectativas de hombres y mujeres.
Lauren Chval del Chicago Tribune escribió que el "arco" del personaje de Peggy mostró el mayor grado de cambio en el programa, afirmando que "ningún otro personaje ha visto el mismo nivel de transformación".